# ヒマラヤ保全協会
ヒマラヤ保全協会（英語:The Institute for Himalayan Conservation Japan)は日本の国際NGO。所在地は東京都。ネパール（とくにダウラギリ県、アンナプルナ地域、カリガンダギ渓谷など）～中央ユーラシア山岳地の遠隔農山村で、おもにに植林活動、コミュニティ開発、技術協力、人材育成、女性のエンパワメントなどの国際協力活動を行っている。前身となるヒマラヤ技術協力会(ATCHA,1974年設立)と、キング・マヘンドラ・トラスト日本委員会(1986年設立）が合併して1993年に設立された。設立者は地理学者・文化人類学者の川喜田二郎（東京工業大学・筑波大学教授）。初代会長は元外務大臣の大来佐武郎。

## 沿革

### 年表[4]
| 年                   | |
| -------------------- | --- |
| 1953年               | 川喜田二郎（ヒマラヤ保全協会創設者）が、第一次マナスル登山隊の科学班員としてネパールを調査する。                                                                   |
| 1958年               | 西北ネパール学術探検隊（隊長：川喜田二郎）がネパールの文化人類学的学術調査をおこなう。                                                                             |
| 1963-1964年          | 日本民族学協会第3次東南アジア稲作民族文化総合調査団（隊長：川喜田二郎）がネパールの文化人類学的学術調査をおこなう。                                                |
| 1970年               | 東京工業大学山岳部（部長：川喜田二郎）の学生が、ネパール西部・シーカ谷において、簡易水道（パイプライン）と軽架線（ロープライン）設置に関するプリテストをおこなう。 |
| 1973年               | パイプライン・ロープラインのプロジェクト「P&R」プロジェクトが企画立案される。                                                                                      |
| 1974年1-3月          | ｢P&R」プロジェクトの予備調査がシーカ谷で実施される。 |
| 1974年7月            | ヒマラヤ技術協力会(ATCHA)が発足する。 |
| 1974年11月-1975年5月 | ｢P&R」プロジェクト本隊をシーカ谷に派遣し、パイプライン・ロープライン・自然力ポンプを設置する（第一次シーカ・プロジェクト）。                                       |
| 1976年               | ポンプ修理班を派遣する。 |
| 1977年               | ｢P&R」フォローアップ調査隊をシーカ谷に派遣する。 |
| 1979年               | ｢P&R」フォローアップ調査隊の調査報告書『環境保全と一体化した僻地開発の調査・研究 -ネパール山村をモデルとしての一般法則性の解明-』を発行する。                      |
| 1982年               | ネパールの環境問題に取り組む国際ＮＧＯ「自然保護のためのキング・マヘンドラ・トラスト」（KMTNC）が設立される。                                                      |
| 1982年8-9月          | ｢第二次シーカ」プロジェクトの予備調査をおこなう。 |
| 1983年3月            | ｢第二次シーカ」プロジェクトとしてシーカ谷の複数の村落にロープラインを設置する。                                                                                    |
| 1985年               | ｢山岳エコロジーキャンプ」（MEC）を開催し、40人近いボランティアをシーカ谷に派遣する。                                                                               |
| 1986年               | キング・マヘンドラ・トラスト日本委員会として（旧）ヒマラヤ保全協会が結成される。                                                                                   |
| 1992年               | 「アンナプルナ総合環境保全」プロジェクト（MAC：Multi-Dimensional Annapurna Conservation Project）を開始する。 森林基礎調査をおこなう。                             |
| 1992年3月            | 第1回「山岳エコロジースクール」（MES）を開催する。 |
| 1993年3月            | ヒマラヤ技術協力会とキング・マヘンドラ・トラスト日本委員会とが合併し、(新）ヒマラヤ保全協会（IHC）が発足する。                                                     |
| 1993年               | シーカ共有林調査、チトレ村に苗畑設置、チトレ村・パウダル村に共有林囲い込み、地滑り対策、多目的樹種を導入する。                                                     |
| 1994年               | ラムチェ村・ナンギ村共有林調査、ファラテ村共有林囲い込みを実施する。 ｢チトレ森林保全」計画（チトレ村）を開始する。                                                 |
| 1995年               | ルムレ農業センター（イギリスのODAによるプロジェクト）から、キバン村・ナンギ村・アウロ村・ティコット村・チトレ村の苗畑支援プロジェクトをひきづく。                  |
| 1995年11月           | 『ヒマラヤに架ける夢』（文眞堂）を出版する。 |
| 1996年               | 新規「植林」プロジェクト（キバン-ナンギ地域）を開始する（苗畑の運営・管理、植樹を開始する）。                                                                      |
| 1997年               | 苗畑自立計画（2003年まで）を策定する（苗畑管理委員会・苗畑持続的運営基金を設置する）。 ｢アンナプルナ総合環境保全」プロジェクト（MAC）を終了する。                  |
| 1997年11月           | 『私たちの村の環境 -ネパール・ミャグディ郡 環境・郷土教育テキスト-（第二版）』を発行する。                                                                         |
| 1998年3月            | 『ＮＧＯによるネパール山村の参画型開発と環境保全 -アンナプルナ総合環境保全プロジェクト（1992～97年）評価報告書』を発行する。                                       |
| 1998年5月            | 『ネパールの山村開発 -シーカ谷の自然と人々に対するロープラインの効果』を発行する。                                                                                 |
| 2000年2月            | ヒマラヤ保全協会が特定非営利活動法人として東京都から認証される。                                                                                                   |
| 2000年3月            | ｢植林」プロジェクト（キバン-ナンギ地域）評価のための現地調査を実施する。                                                                                           |
| 2000年6月            | 『ミャグディ郡森林保全プロジェクト評価報告書』を発行する。 |
| 2000年8月            | ｢植林」プロジェクト（キバン-ナンギ地域）の評価結果をふまえ、あらたな自立計画（2003年度まで）を立案する（苗畑管理委員会への予算委託、換金作物の強化など）。         |
| 2001年3月            | 『ミャグディ郡森林保全プロジェクト2000年8月現地訪問活動報告書』を発行する。                                                                                        |
| 2001年7月            | 「チトレ森林保全」計画（チトレ村）を終了する（植林が終了したため苗畑を閉鎖する）。                                                                                 |
| 2001年8月            | 苗畑管理委員会への四半期ごとの予算移譲を開始する。 |
| 2003年1月            | ｢植林」プロジェクト（キバン-ナンギ地域）ワークショップを開催する。2007年度までの支援延長を決定する。自立計画を立案する。                                           |
| 2003年5月            | 『苗畑運営自立計画ワークショップ報告書』を発行する。 |
| 2003年10月-2004年6月 | ヒマラヤ保全協会3ヵ年計画終了時評価を実施する。 |
| 2004年2月-3月        | 3ヵ年計画終了時評価のための現地調査を実施する。 |
| 2004年8月            | 『ＩＨＣ3ヵ年計画終了時評価報告書 ～森林がよみがえった！～』を発行する。                                                                                           |
| 2004年12月-2005年1月 | ヒマラヤ保全協会・新規3ヵ年計画立案のための現地調査を実施する。 |
| 2005年7月            | 「生活林づくり」プロジェクト（ナルチャン・サリジャ地域）を開始する。                                                                                               |
| 2007年3月            | 「生活林づくり」プロジェクト（ナルチャン・サリジャ地域）第2フェーズを開始する。                                                                                    |
| 2008年3月            | 「植林」プロジェクト（キバン-ナンギ地域）を終了する。約70万本を植樹、のべ約1500ヘクタールの面積（東京都の渋谷区に匹敵する面積）の森林を再生したことを確認する。    |
| 2009年11月           | 事前情報に基づき、ソルクーンブ地域（エベレスト街道地域）の第1回現地調査をおこなう。                                                                                |
| 2010年2月            | ｢生活林づくり」プロジェクト（ナルチャン・サリジャ地域）第3フェーズを終了する。                                                                                     |
| 2011年2月            | 「ダウラギリ」プロジェクト（生活林づくりを通した山村復興支援プロジェクト/5ヵ年計画）［JICA草の根技術協力事業 平成 22年度第 1 回 採択案件 1003654］を開始する。     |
| 2011年6月            | 「ソルクーンブ」プロジェクト（植林プロジェクト3ヵ年計画）を、カリコーラ村（ソルクーンブ郡ジュビン地区）で開始する。                                                |
| 2014年               | ヒマラヤ山麓への植樹が通算100万本の植樹を達成する（1996年に開始して18年間）（合計1,065,679本）。                                                                   |
| 2016年1月            | 苗畑などをハンドオーバーし、ダウラギリ・プロジェクト（5ヵ年計画）を終了。                                                                                          |
| 2018年4月            | 果樹栽培を通じたアグロフォレストリー事業を開始。バランジャ村でキウイ栽培試験区を設置した。                                                                         |